# Gustav Windel
Gustav Windel (* 14. Dezember 1873 in Senne bei Bielefeld; † 3. Oktober 1954) war ein deutscher Unternehmer.

## Werdegang
Windel studierte an der Königlichen Maschinenbauschule Hagen und an der Technischen Hochschule Hannover. Anschließend trat er in den elterlichen Betrieb ein, die Veredelungsanstalt für baumwollene und leinene Garne und Gewebe Hermann Windel GmbH in Windelsbleiche. 1898 übernahm er die Leitung des Unternehmens, 1904 wurde er Inhaber. Unter ihm entwickelten sich die Bleichen zu einem bekannten Unternehmen der Textilveredlungsindustrie.
Daneben war er Vorsitzender des Aufsichtsrats der Bielefelder AG für mechanische Weberei sowie Mitglied des Aufsichtsrats der Ausrüstungsanstalt Wiesental AG in Brombach. Er war Mitglied der Industrie- und Handelskammer Bielefeld, Vorsitzender der Leinenberufsgenossenschaft sowie Vorsitzender des Verbands Westdeutscher Veredelungsanstalten für Leinengewebe. Er war auch Mitglied des Vereins Deutscher Ingenieure (VDI).
Im Jahre 1931 erwarb er das Rittergut Schlüsselburg, das bis heute im Familienbesitz ist.

## Ehrungen
- 1950: VDI-Ehrenzeichen[1]
- 1952: Ehrenbürgerschaft der Gemeinde Senne I des Kreises Bielefeld[3]
- 1953: Großes Verdienstkreuz der Bundesrepublik Deutschland